# L'Impasse (nouvelle)
Pour les articles homonymes, voir L'Impasse.
Ne doit pas être confondu avec L'Impasse (roman).
L'Impasse (titre original : Blind Alley) est une nouvelle de science-fiction écrite par Charles Fontenay, publiée en mars 1957, mettant en scène un homme pris dans plusieurs boucles temporelles qui se referment comme un piège sur lui.

## Publications

### Publications dans les pays anglosaxons
La nouvelle a été publiée au moins à trois reprises dans le monde anglosaxon :
- dans Venture Science Fiction (en), États-Unis, mars 1957 ;
- dans Venture Science Fiction (en) (édition britannique), octobre 1963 ;
- dans Here, There and Elsewhen, États-Unis, volume 3 (anthologie américaine de récits de science-fiction)

### Publications en France
La nouvelle est parue en France à trois reprises :
- en mai 1959, dans le magazine Fiction (OPTA) ;
- en novembre 1984, dans l'anthologie Histoires paradoxales, avec une traduction d’Alex Dieumorain (Alain Dorémieux) ;
- en mai 1999, dans le recueil La Soie et la Chanson, recueil contenant des nouvelles de Charles Fontenay, éditions Les Belles Lettres, collection Le Cabinet noir, no 32  (ISBN 2-251-77134-4)).

## Préface à la nouvelle
Dans le recueil Histoires paradoxales, une préface de Demètre Ioakimidis indique :
« Le déplacement dans le temps se double ici d'un déplacement dans l'espace — et même hors de notre espace-temps ordinaire. Il en résulte une partie de gendarme-et-voleur en forme de cercle vicieux. À son terme — si on peut parler de terme… — le paradoxe se referme désespérément sur lui-même. »

## Résumé
Leverard est chargé de prendre possession du transmetteur de matière créé par Dan Fairlane, et plus précisément d'obliger ce dernier à établir et lui remettre les plans de son invention. 
Leverard se présente chez Fairlane sous une couverture de représentant de commerce, et avant que sa cible ait pu réagir, a téléporté Fairlane et lui-même dans un endroit désertique situé dans une sorte d'île hors de tout cadre temporel. Son prisonnier est donc à sa merci : soit il donne les plans, soit il est laissé dans ce lieu hors du temps pour y mourir pitoyablement. Fairlane comprend très vite qu'il s'est fait piéger, mais demande à Leverard une preuve montrant qu'il sera capable de le faire retourner à son époque d'origine. Leverard accepte de faire une démonstration : grâce à son téléporteur temporel, il va regagner son point de départ, et ramener quelque chose sur l'île. 
Leverard actionne l'appareil et se retrouve à son point de départ, c'est-à-dire dans le laboratoire de Fairlane. Quelle n'est pas sa surprise de découvrir ce dernier devant lui ! Leverard est abasourdi de découvrir Fairlane ici et vivant, car il comptait bien le laisser seul dans l'endroit désertique où il l'avait emmené et le laisser mourir, dès que son captif aurait dressé les plans convoités. Leverard tient Fairlane en joue avec son arme laser et lui demande des explications. Fairlane lui explique qu’il a créé un transmetteur de matière pour Leverard-bis, et que ce dernier lui a laissé la vie sauve en récompense. Leverard, entendant cela, pense que cette explication est plausible, d'autant plus qu'il a la certitude que Fairlane pourrait lui être utile par la suite, notamment pour quitter sans problème le domicile de Fairlane et les gardes chargés de le surveiller. 
Les deux hommes sortent dans la rue, mais Leverard, se ravisant, décide de tuer immédiatement Fairlane. Il le tue donc, puis il récupère le corps disloqué du savant, et retourne dans l'île où se trouve « l'autre Fairlane ». Retournant ainsi dans l'endroit désolé et sinistre, il cache le cadavre de Fairlane hors de vue du Fairlane vivant et, triomphant, retourne voir son captif en lui expliquant qu'il sait qu'il va créer un transmetteur de matière : il lui révèle alors ce qui vient de se passer, à l'exception de l'exécution commise et du cadavre caché. Fairlane accepte de réaliser un double-transmetteur de matière, et rédige une liste d'objets et de matériaux nécessaires à cette fin. Ce double transmetteur sera composé d'un émetteur de matière et d'un récepteur de matière. Leverard retourne de nouveau dans le « monde normal » et se procure les fournitures demandées. Il revient les donner à Fairlane qui, pendant deux jours, travaille d'arrache-pied pour fabriquer un transmetteur de matière (émetteur et récepteur). 
Lorsque l'engin est terminé, Fairlane propose à Leverard de pratiquer un essai et demande une source d'énergie. Méfiant, Leverard explique que son téléporteur temporel donnera la puissance nécessaire et qu'un simple soulier sera suffisant pour vérifier que le transmetteur de matière fonctionne. Il appuie sur la manette de l'émetteur de matière, et le soulier disparaît pour réapparaître au récepteur de matière, à quelques mètres de là, comme prévu. Mais ce qu'il n'avait pas prévu, c'est que son propre téléporteur temporel serait téléporté en même temps que le soulier ! Fairlane, situé près du récepteur de matière, lui explique calmement qu'il a fabriqué un appareil permettant de transmettre les objets pré-désignés en termes de masse et de forme, et qu'il a conçu le transmetteur de manière qu'il envoie le téléporteur temporel ! 
Fairlane dispose donc, maintenant, du téléporteur temporel de Leverard, et actionne sa commande. Il disparaît hors de l’île, laissant Leverard seul. Leverard comprend ce qu'il va se passer : Fairlane est en train de rencontrer l'autre Leverard dans le laboratoire, et se fera tuer dans quelques minutes. 
La nouvelle se termine ainsi :
« Si jamais quelqu'un, n'importe où et n'importe quand, devait se rendre dans l'île à l'aide du translateur — seule chance pour Leverard de regagner le monde d'où il venait — son arrivée ne pourrait se produire qu'à cet instant même. Mais l'instant déjà était écoulé et Leverard était seul dans l'île  — seul avec deux petits transmetteurs de matière inutiles, un tas de vêtements, quelques assiettes sales, et le cadavre de Fairlane… »